# 塞巴斯蒂安·巴松
塞巴斯蒂安·巴松·恩蓋納（法語：Sébastien Bassong Nguena，1986年7月9日—）是一名喀麥隆足球運動員，生於法國巴黎，司職後衛，曾代表法國21歲以下國家隊，現時是喀麥隆國家足球隊成員。

## 球員生涯
1999-2002年，巴斯桑在法國著名的足球學校 Le Centre Technique National Fernand Sastre（通常稱為 Clairefontaine）就讀，此校人才輩出，球星如亨利、和等皆從這裡畢業。離開校園後，巴斯桑與法甲球隊梅斯簽約，2005-2006年的球季首度亮相，從此度過三年，期間球隊曾降落乙組比賽，但迅即又返回甲組。
紐卡素
2008年7月，纽卡斯尔邀請巴斯桑到位於德比郡的 Alfreton Town 接受觀察，期間曾代表紐卡素在一場對唐卡斯特的季前熱身賽上陣。2008年7月30日，紐卡素和他簽約，轉會費為50萬英鎊。巴斯桑在紐卡素首場正式比賽是8月26日作客對的聯賽盃次圈賽事。四天後，球隊作客，他在比賽第44分鐘入替，首次在聯賽上陣。12月26日，他在球隊作客韋根的賽事中領取他在英格蘭第一個紅牌。第二面則來自2009年5月16日主場對的比賽。球隊在季末護級失敗，來季須降班作賽。儘管如此，巴斯桑獲選為該季「紐卡素最佳球員」。
熱刺
紐卡素降落英冠，巴斯桑亦意興闌珊，渴望離隊他投。曼城、阿森纳等球隊紛表興趣，但最終由熱刺高價投得，並在2009年8月6日公布有關消息。23歲的巴斯桑以800萬鎊轉會費加盟倫敦北部球會熱刺。他首次為球隊作賽便取得入球。當日，熱刺主場面對利物浦，在比賽第59分鐘，巴斯桑迎接隊友開出的自由球頭槌一頂入網。2010年8月17日熱刺首戰歐聯，作客2-3負於瑞超球隊年轻人，巴斯桑射入熱刺歷來首個歐聯入球。
雖然巴斯桑於熱刺多名中堅輪流受傷患困擾而取得不少上陣機會，但仍然無法鞏固一個正選席位，於2011/12年球季展開時一度有機會轉投新升英超的昆士柏流浪，惟因熱刺無法羅致加利·卡希爾而拉倒。2012年1月31日巴斯桑獲借用到英超護級球隊狼隊直到球季結束。
諾域治
2012年8月21日，英超球會諾域治從熱刺購入喀麥隆國家足球隊代表巴斯桑，轉會費金額沒有公佈，合約為期三年。
2013年12月12日，諾域治與球會隊長巴斯桑簽署一份新的兩年半合約令其留隊至2016年夏季。

## 國際賽
巴斯桑曾兩度代表法國21歲以下國家隊，在2007年夏天分別出戰荷蘭和日本。由於該兩場比賽非大型計分賽事，只屬友誼賽或熱身賽性質，因此當喀麥隆國家隊於2009年5月25日徵召他入伍出戰世界杯外圍賽時，他依然符合資格接受邀請。2009年8月12日，巴斯桑首次代表喀麥隆，在一場友誼賽中，以2-0擊敗主場的奧地利。

## 外部連結
- 足球数据库：塞巴斯蒂安·巴松的球员统计数据
- LFP.fr: La fiche de Sébastien BASSONG
- 熱刺官方 巴斯桑檔案 （页面存档备份，存于）